# プレミアホテル ―TSUBAKI― 札幌

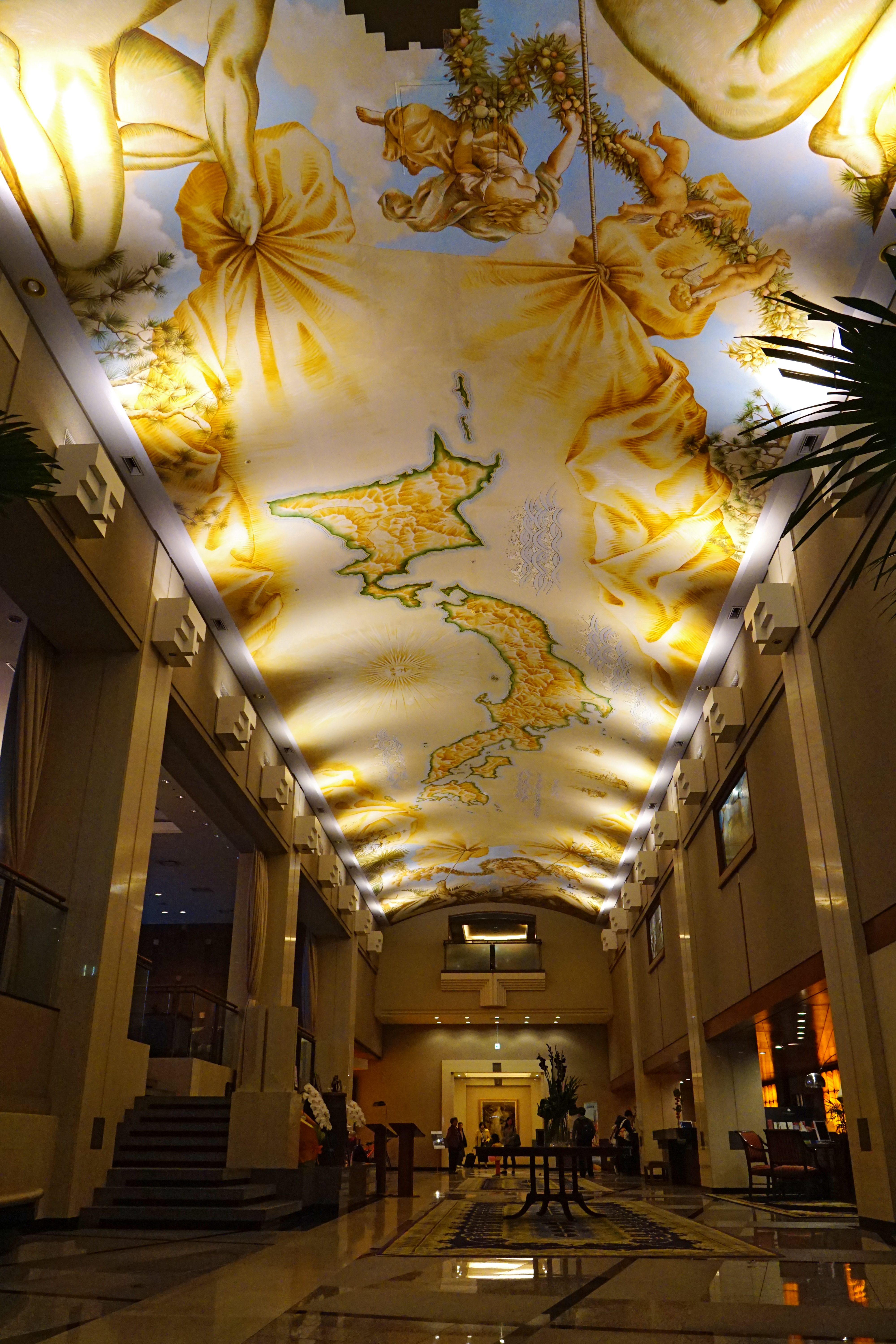
ロビー

プレミアホテル-TSUBAKI-札幌（プレミアホテルつばきさっぽろ、英: Premier Hotel-TSUBAKI-Sapporo）は、北海道札幌市豊平区豊平4条1丁目に所在するホテル。ケン不動産リースが展開するプレミアホテルグループのホテルの一つ。

## 概要
1987年から1991年に実施された豊平橋南第1地区第一種市街地再開発事業により建設され、「ラマダ・ルネッサンス・ホテル・サッポロ」として開業。後に「ルネッサンスサッポロホテル」に名称変更した。マリオット・インターナショナルに属するホテルの1つであったが、所有するケン不動産リースが立ち上げた同社のトップブランドである「プレミアホテル-TSUBAKI-」を冠する最初のホテルとして、2015年10月1日現名称にリブランドオープンした 。
11階建の鉄筋コンクリート造りの建物である。豊平川のすぐそばであり、国道36号に面している。札幌中心部からはやや離れているが、徒歩で行ける距離にある。
客室はスイートルーム8室を含む322室。最も狭い客室で36平方メートルの広さであり、バスタブとシャワーブースが独立している。付帯施設として6つのレストラン・バー、宴会場がある。

## 沿革
- 1991年（平成3年）9月7日 - 「ラマダ・ルネッサンス・ホテル・サッポロ」として開業。
- 2003年 - ケン不動産リースが建物を取得[7]
- 2015年（平成27年）10月1日 - 「プレミアホテル-TSUBAKI-札幌」に名称を変更しリブランドオープン[3]。

## 設備

### レストラン・バー
- 日本料理「花城」
- 中国料理「美麗華」
- メインダイニング＆ワインバー「イル サーリチェ」
- ロビーラウンジ
- バー「ザ・ギャラリー」
- カリフォルニアンレストラン

### 宴会場
- カメリア
- ライラック
- ラベンダー
- アイリス
- オーキッド
- シャルミエール